# Abeltjeshuis
Abeltjeshuis is een streek in de gemeente Westerwolde in de provincie Groningen in Nederland.
Het ligt aan de grens met Duitsland ten oosten van Bourtange.
Abeltjes Huis was de naam van een eeuwenoude boerderij annex herberg. Deze deed in vroegere tijden dienst als rust- en overnachtingsplek voor reizigers die van en naar het Duitse achterland Westfalen trokken. De oude heirweg van Groningen naar Münster passeerde hier de grens.

## Historie
Na de inval van de Franse troepen in 1795 werd ook de vesting Bourtange door hen veroverd. Ter verdediging werd ten oosten van Bourtange een linie aangelegd met diverse verdedigingswerken. Een lastig punt in deze verdedigingszone vormde het Abeltjeshuis. Om strategische redenen werd de verdedigingslinie ten oosten van Abeltjeshuis aangelegd. Na de opheffing van de vesting Bourtange verloor de verdedigingslinie haar functie. De stichting Het Groninger Landschap wist het gebied in 1936 te verwerven. Diverse onderdelen van de verdedigingslinie zijn nog goed in het landschap te herkennen: de 637 meter lange liniedijk en de plaatsen waar de bastions, de redans en de redoute Bakoven hebben gelegen.

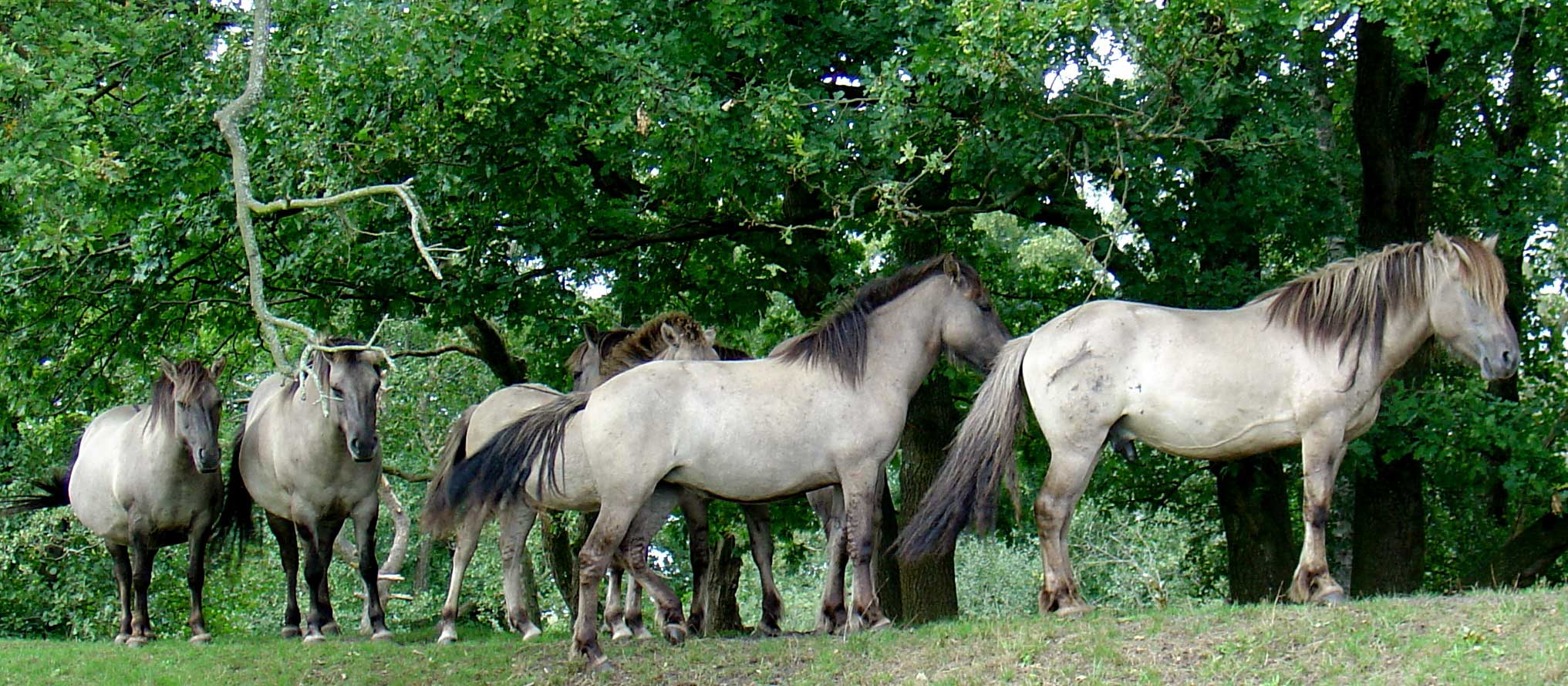
Paarden op de oude verdedigingslinie bij Abeltjeshuis nabij Bourtange

Dorpen: Barnflair · Bellingwolde · Blijham · Bourtange · Jipsingboertange · Oudeschans · Over de Dijk · Sellingen · Ter Apel · Ter Apelkanaal · Veelerveen · Vlagtwedde · Vriescheloo · Wedde · Wedderheide · Zandberg (deels)

Buurtschappen: Agodorp · Borgertange · Borgerveld · Bovenstreek · De Bouwte · De Bruil · De Bult · Den Ham · De Heemen · De Lethe · De Maten · De Oerde · De Straat (Engelkes) · Draaijerij · Ellersinghuizen · Hanetange · Harpel · Hoorn · Hoornderveen · Jipsingboermussel · Jipsinghuizen · Kielhuppen · Klein-Ulsda · Klontjebuurt · Koudehoek · Lammerweg · Laude · Lauderbeetse · Lauderzwarteveen · Laudermarke · Leemdobben · Lieskemeer · Loosterheide · Lutje Ham · Lutjeloo · Morige · Munnekemoer · Nienoordstreekje · Oosteinde · Overdiep · Pallert · Plaggenborg · Poldert · Renneborg · Rhederbrug · Rhederveld · Rijsdam · Roelage · 't Schot · Sellingerbeetse · Sellingerzwarteveen · Slegge · Stakenborg · Stobben · Ter Borg · Ter Haar · Ter Walslage · Ter Wisch · Tjabbesstreek · Veele · Veendijk · Veerste Veldhuis · Verbindingsweg · Vlagtwedder-Veldhuis · Vogelzang · Voorwold · Wedderbergen · Wedderveer · Weende · Weite · Wessingtange · Westeind · De Westert · Winschoterhogebrug (deels) · Winschoterzijl (deels) · Wollingboermarke · Wollinghuizen · Zuidveld · Zandstroom

Groningen: Steden en dorpen      Nederland: Provincies · Gemeenten